# Seseli lucanum
Seseli lucanum är en flockblommig växtart som beskrevs av Barbaz. Seseli lucanum ingår i släktet säfferötter, och familjen flockblommiga växter. Inga underarter finns listade i Catalogue of Life.